# Parto distócico
Parto distócico é o parto em que, apesar do útero se contrair normalmente, o bebé não consegue passar pela bacia devido a um bloqueio físico. Entre as complicações imediatas estão o risco do bebé não conseguir receber oxigénio suficiente, o que pode provocar a sua morte, e o risco da mãe contrair uma infeção puerperal, de desencadear uma rotura do útero ou de ocorrer uma hemorragia pós-parto. Entre as complicações a longo prazo para a mãe está o risco de fístula obstétrica. Diz-se que o parto distócico resulta em trabalho de parto prolongado quando a fase ativa do trabalho de parto é superior a doze horas.
As principais causas do parto distócico são um bebé grande ou em posição anormal, uma bacia pequena e problemas no canal de parto. Entre as posições anormais está a Distócia de ombro, em que o ombro anterior não passa com facilidade por baixo do osso púbico. Entre os fatores de risco para uma bacia pequena estão a desnutrição e a falta de exposição à luz solar, o que causa deficiência de vitamina D. A condição é mais comum durante a adolescência, quando o crescimento da bacia pode ainda não estar completo. Entre os problemas relacionados com o canal de parto estão uma vagina ou períneo demasiadamente estreitos, o que pode ter origem em tumores ou em mutilações genitais. Muitas vezes é usado um partógrafo para registar a evolução do trabalho de parto e diagnosticar problemas que, juntamente com o exame físico, pode identificar o parto distócico.
A resolução de um parto distócico pode necessitar de uma cesariana ou de extração a vácuo com possível abertura cirúrgica da sínfise púbica. Entre outras medidas estão manter a mulher hidratada e administrar antibióticos no caso da membrana amniótica se ter rompido há mais de 18 horas. Em África e na Ásia, entre dois e cinco por cento dos partos são distócicos. Em 2015 ocorreram em todo o mundo cerca de 6,5 milhões de partos distócicos ou roturas do útero.
No mesmo ano, os partos distócicos foram a causa 23 000 mortes maternas, uma diminuição em relação às 29 000 em 1990 (cerca de 8% de todas as mortes maternas). A condição continua a ser uma das principais causas de natimortos. A maior parte das mortes ocorre nos países em vias de desenvolvimento.